# Latronema aberrans
Latronema aberrans är en rundmaskart som först beskrevs av Allgen 1934.  Latronema aberrans ingår i släktet Latronema och familjen Choniolaimidae. Arten är reproducerande i Sverige. Inga underarter finns listade i Catalogue of Life.